# Södervidingebagaren
Södervidingebagaren, är ett skånskt hantverksbageri. Huvudkontor och bageri finns i Södervidinge i Kävlinge kommun. Företaget har ca 130 anställda. Marknaden finns främst i Skåne.